# Equipo de Copa Davis de Gabón
El Equipo de Copa Davis de Gabón es el representativo de Gabón en la máxima competición internacional a nivel de naciones del tenis y está regido por la Federación de Tenis de Gabón.
Luego de permanecer inactivo desde la temporada 2004, volvió a participar en la edición 2019.

## Plantel actual (2019 – 2020)
- Willy Lebendje
- Hervé Antchandie
- Lyold Obiang Ondo
- Rene Antchandie

## Resultados
| Edición | Zona                            | Rival        | Sede        | Resultado |
| ------- | ------------------------------- | ------------ | ----------- | --------- |
| 2001    | Europa/África – Grupo IV Zona A | San Marino   | Nicosia     | 0 – 3     |
| 2001    | Europa/África – Grupo IV Zona A | Uganda       | Nicosia     | 3 – 0     |
| 2001    | Europa/África – Grupo IV Zona A | Azerbaiyán   | Nicosia     | 1 – 2     |
| 2001    | Europa/África – Grupo IV Zona A | Túnez        | Nicosia     | 0 – 3     |
| 2001    | Europa/África – Grupo IV Zona A | Burkina Faso | Nicosia     | 0 – 3     |
| 2003    | Europa/África – Grupo IV Zona A | Nigeria      | Lagos       | 0 – 3     |
| 2003    | Europa/África – Grupo IV Zona A | Benín        | Lagos       | 0 – 3     |
| 2003    | Europa/África – Grupo IV Zona A | Uganda       | Lagos       | 2 – 1     |
| 2003    | Europa/África – Grupo IV Zona A | Senegal      | Lagos       | 2 – 1     |
| 2004    | Europa/África – Grupo IV Zona A | Nigeria      | Dakar       | 0 – 3     |
| 2004    | Europa/África – Grupo IV Zona A | San Marino   | Dakar       | 0 – 3     |
| 2004    | Europa/África – Grupo IV Zona A | Senegal      | Dakar       | 0 – 3     |
| 2004    | Europa/África – Grupo IV Zona A | Malí         | Dakar       | 0 – 3     |
| 2019    | Europa/África – Grupo IV África | Ghana        | Brazzaville | 0 – 3     |
| 2019    | Europa/África – Grupo IV África | Camerún      | Brazzaville | 1 – 2     |
| 2019    | Europa/África – Grupo IV África | Botsuana     | Brazzaville | 2 – 0     |
| 2020    | Grupo IV África                 | –            | –           | –         |